# Lempo
Lempo es una criatura o dios de la antigua religión, folclore y de la mitología finlandeses que aparece citado en el Kalevala. Lempo es un demonio, al igual que Hiisi y Piru, quienes, juntos, intentaron matar a Väinämöinen. 
Lempo, según otras fuentes interpretativas, puede ser también el perfil malévolo de Lemminkäinen  Lempo, fue también el dios del amor en la mitología tradicional del pueblo finlandés. Las expresiones "lempo" y "hiisi"  se utilizan, también, como imprecaciones suaves en la lengua finesa, como la palabra. "Piru" que es una tonalidad, levemente, más fuerte, de blasfemia.
Normalmente, Lempo es una criatura malvada en los cuentos populares. Sin embargo, algunos estudiosos creen que fue una vez la personificación del amor.Lempo puede haber sido malvado, porque antes del concepto romántico del amor en la era moderna, el amor se veía a menudo como una fuerza impredecible y ajena, incluso peligrosa, que dominaba a las personas, podía quitarles la razón y llevarlas a la decadencia.
Según un relato, cuando una esposa cometía adulterio, el gentil, ahora transformado en Lempo, era desterrado. La maldición suave «¡Lempo soikoon!» era originalmente una apelación a Lempo; quizás en asuntos de amor, o quizás en otros asuntos completamente distintos.
En Costa Rica lempo es un calificativo, usado de modo coloquial para referirse a alguien con un tono de piel oscura. 